# Saint-Hilaire-des-Landes
Saint-Hilaire-des-Landes (en bretó Sant-Eler-al-Lann , en gal·ló Montórs) és un municipi francès, situat a la regió de Bretanya, al departament d'Ille i Vilaine. L'any 2006 tenia 995 habitants. Limita amb els municipis de Le Tiercent, Baillé, Saint-Étienne-en-Coglès, Saint-Sauveur-des-Landes, Saint-Marc-sur-Couesnon i Saint-Ouen-des-Alleux.

## Demografia
| Evolució de la població Cassini i INSEE |       |       |       |       |       |       |       |       |
| 1793                                    | 1800  | 1806  | 1821  | 1831  | 1836  | 1841  | 1846  | 1851  |
| 1 659                                   | 1 588 | 1 542 | 1 710 | 1 789 | 1 678 | 1 608 | 1 531 | 1 661 |

| 1856  | 1861  | 1866  | 1872  | 1876  | 1881  | 1886  | 1891  | 1896  |
| ----- | ----- | ----- | ----- | ----- | ----- | ----- | ----- | ----- |
| 1 667 | 1 671 | 1 661 | 1 563 | 1 586 | 1 690 | 1 627 | 1 549 | 1 455 |

| 1901  | 1906  | 1911  | 1921  | 1926  | 1931  | 1936  | 1946  | 1954  |
| ----- | ----- | ----- | ----- | ----- | ----- | ----- | ----- | ----- |
| 1 393 | 1 433 | 1 414 | 1 224 | 1 257 | 1 229 | 1 228 | 1 149 | 1 128 |

| 1962  | 1968  | 1975 | 1982 | 1990 | 1999 | 2006 | 2011 | 2016 |
| ----- | ----- | ---- | ---- | ---- | ---- | ---- | ---- | ---- |
| 1 144 | 1 010 | 807  | 756  | 893  | 922  | -    | -    | -    |

| 2019 | - | - | - | - | - | - | - | - |
| ---- | - | - | - | - | - | - | - | - |
| -    | - | - | - | - | - | - | - | - |

## Administració
| Període | Identitat     | Partit |
| ------- | ------------- | ------ |
| 2001-   | Eugène Bertel |        |